# Stefano Sándor
Beato István Sándor (Szolnok, 26 ottobre 1914 – Budapest, 8 giugno 1953) è stato un religioso ungherese, riconosciuto come martire dalla Chiesa cattolica il 27 marzo 2013 e proclamato beato il 19 ottobre successivo da papa Francesco.

## Biografia
Nacque a Szolnok nel 1914, durante il primo anno della prima guerra mondiale. Suo padre, István Sándor, lavorava per le MÁV, le Ferrovie di Stato ungheresi, come operaio non qualificato, mentre sua madre, Mária Fekete, diede un'istruzione decente a István e ai suoi due fratelli minori, László e János, nonostante le povere circostanze della famiglia.
Dopo quattro anni di scuola elementare, István studiò in una scuola statale tra il 1924 e il 1928, poi successivamente in una scuola professionale fino al 1931. In questa scuola studiò per diventare tornitore di ferro e fabbro di rame. Dopo la scuola lavorò come magazziniere e tornitore.
All'inizio del 1936 si recò a Budapest per formarsi come tipografo nella tipografia dell'ordine salesiano di Rákospalota. Come aspirante salesiano partecipò presto all'educazione dei fanciulli, occupandosi soprattutto dei chierichetti. Sei mesi dopo fece domanda per essere ammesso al noviziato. Innanzitutto il consiglio provinciale gli propose un periodo di prova di due anni, poiché prima doveva completare il periodo di aspirante e il tirocinio di tipografo, che compì nel marzo 1938. Nello stesso anno iniziò il noviziato a Mezőnyárád. Ben presto però fu arruolato nell'esercito, quindi dovette riprendere il noviziato nell'estate del 1939 ed emise i primi voti temporanei nel 1940.
Due anni dopo fu nuovamente arruolato come coadiutore salesiano. Prese parte alle battaglie della seconda guerra mondiale come corrispondente e telegrafista. Prestò servizio nella Bačka, in Transilvania, in Slovacchia e anche nel Don. Dopo la sconfitta del Don, si spostò gradualmente verso ovest, così alla fine della guerra si trovava in Germania, dove fu catturato dai soldati statunitensi.
Ritornato a casa dalla prigionia nel 1945, iniziò a lavorare nella tipografia dell'ordine chiamato Clarisseum. Inoltre prese parte attiva nell'insegnamento cristiano ai giovani, soprattutto come leader del gruppo locale dell'Associazione Nazionale dei Giovani Lavoratori Cattolici (KIOE) a Rákospalota. Continuò questa attività anche quando il ministero degli interni bandì ufficialmente il KIOE nell'estate del 1946. S'impegnò definitivamente nell'ordine salesiano il 24 luglio dello stesso anno.
Superò l'esame di maestro tipografo nell'autunno del 1948. Il Clarisseum rappresentava una grande opportunità per l'educazione dei giovani, perché questo edificio non ospitava solo la stampa dell'ordine, ma anche una casa adottiva che iniziò come orfanotrofio nel 1882 dalla contessa Károlyi (nata Clarisse Kornis). Questo edificio aveva un grande parco e una casa che fungeva da casa degli scout. Dal 1925 al 1950 qui operò la casa famiglia dei ragazzi salesiani, che accoglieva orfani e figli delle famiglie più povere.
Nel 1949, dopo un addestramento di tre mesi, fu organizzata una polizia segreta comunista del Partito Ungherese dei Lavoratori chiamata Államvédelmi Hatóság ossia "Autorità per la Protezione dello Stato" (ÁVH): molte di queste guardie erano giovani cresciuti negli orfanotrofi. Per questo motivo furono scelte come guardie anche amici di István Sándor e alcuni di loro continuarono a mantenersi in contatto con lui.
Nel 1950 lo Stato vietò il funzionamento degli ordini religiosi e il violento scioglimento colpì anche l'ordine salesiano. Inizialmente poteva lavorare come sagrestano, ma oltre a questo continuò anche a occuparsi della gioventù clandestina. Organizzò escursioni e incontri in appartamenti privati e insegnò anche religione.
Alla fine di febbraio del 1951 l'ÁVH venne informato di una parte dell'attività illegale di István Sándor e cominciò a pedinarlo di nascosto. Dopo che ne fu informato in via confidenziale da un amico, i superiori gli organizzarono la fuga all'estero. Era già vicino al confine occidentale dell'Ungheria quando cambiò idea e decise che avrebbe preferito intraprendere il martirio piuttosto che lasciare i giovani di cui si occupava da soli.
Tornato a Budapest, cambiò il suo nome in István Kiss per evitare di essere arrestato. Iniziò a lavorare per la Persil Works e visse segretamente nell'appartamento di suo fratello.
Nel 1952 divenne ampiamente noto che il nome István Kiss nascondeva in realtà István Sándor in incognito. ÁVH era stato inoltre informato del fatto che uno dei membri della guardia incaricata della protezione dei massimi dirigenti del partito era attivamente in contatto con lui, un religioso che svolgeva attività illegali.
Questo fu considerato un crimine così grave che fu arrestato per provocazione degli agenti dell'ÁVH il 28 luglio 1952. In carcere fu picchiato più volte, ma non riuscirono a costringerlo a confessare. Dopo settimane di udienze, fu processato insieme ad altre quindici persone (nove soldati dell'ÁVH, cinque preti cattolici e due civili tra cui una liceale di 15 anni). Il Tribunale Militare di Budapest emise un verdetto in un processo segreto tenutosi dal 28 al 30 ottobre 1952. La liceale ricevette otto anni di prigione, quattro persone, tra cui István Sándor, furono condannate a morte per impiccagione e le altre a 5-15 anni di prigione. Le richieste di amnistia di István Sándor e dei suoi due compagni di cella furono respinte il 12 marzo 1953 e vennero giustiziati tre mesi dopo, l'8 giugno 1953. Il suo corpo fu segretamente sepolto in una tomba senza targa.
Passò molto tempo dal suo arresto prima che la sua famiglia venisse informata di quanto gli era accaduto. Suo padre ricevette una notifica nel 1955, in cui si leggeva che suo figlio era stato condannato a morte per cospirazione contro la democrazia e la sentenza era stata eseguita.
Sándor è stato riabilitato nel 1994 da un tribunale di Budapest.

## Beatificazione

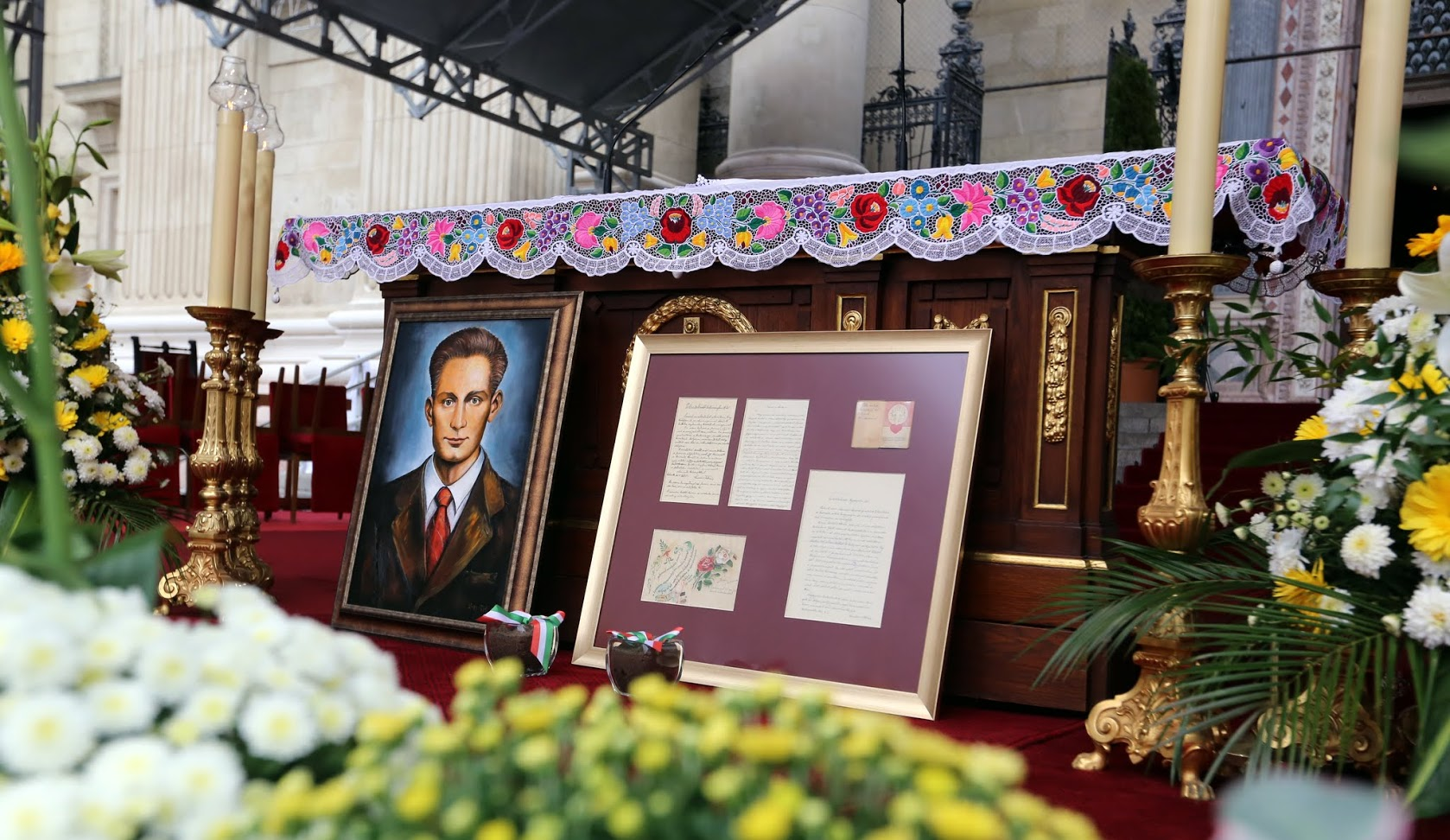
Cerimonia di beatificazione davanti alla Basilica di Santo Stefano

La morte di Sándor è riconosciuta come martirio dalla Chiesa cattolica, poiché ha accettato la morte per la sua fede. Il 24 maggio 2006 è stata avviata la causa di beatificazione a livello diocesano e dal 2008 è proseguita in Vaticano. Il 27 marzo 2013 papa Francesco ha autorizzato la proclamazione del decreto di beatificazione ed è stato beatificato il 19 ottobre successivo a Budapest, davanti alla basilica di Santo Stefano a Budapest, dal cardinale Angelo Amato, prefetto della Congregazione delle cause dei santi, mentre l'omelia è stata tenuta dal primate ungherese, il cardinale Péter Erdő .
Nella sua città natale, nel cimitero delle urne della chiesa di Belvárosi, è stata creata un'urna simbolica in sua memoria, poiché fino ad allora non era stato possibile sapere con assoluta certezza dove era sepolto, mentre il 27 marzo 2019 è stato annunciato che i resti di István Sándor erano stati ritrovati nel lotto 301 del nuovo cimitero pubblico a Rákoskeresztúr.
La memoria liturgica è l'8 giugno.